# Wolga Nischni Nowgorod
Der FK Wolga Nischni Nowgorod (russisch Футбольный Клуб Волга Нижний Новгород, Futbolny Klub Wolga Nischni Nowgorod) war ein russischer Fußballverein aus Nischni Nowgorod, der 1963 gegründet wurde und von 2011 bis 2014 in der Premjer-Liga spielte. Er wurde 2016 aufgelöst.

## Geschichte
Der Verein wurde 1984 aufgelöst und 1998 zunächst als Elektronika Nizhny Novgorod neu gegründet. Seit dem Jahr 2004 trägt er wieder den Namen Wolga Nischni Nowgorod. In der Saison 2000 wurde in der 4. russischen Liga am Ende der dritte Platz in der Gruppe „Powolsche“ erreicht. Somit stieg der Verein in die 2. Division in die Gruppe Ural-Powolschje auf. 2008 gewann der Verein die Zonenmeisterschaft und stieg in die 1. Division auf. 2009 wurde in der 1. Division der vierte Platz erreicht. In der darauffolgenden Spielzeit erkämpfte sich die Mannschaft die Vizemeisterschaft, die zur Teilnahme am Spielbetrieb der Premjer-Liga berechtigte. In der Premjer-Liga konnte sich die Mannschaft nicht halten und stieg als Tabellenvorletzter der Saison 2013/14 in die zweitklassige 1. Division ab. Wegen Überschuldung wurde der Verein vom Vorstand nach der Saison 2015/16 aufgelöst.

## Trainer
- Omari Michailowitsch Tetradse (2010–2011)

## Spieler
| Russland und ehemalige Sowjetunion - Vaqif Cavadov - Sergei Pareiko - Gogita Gogua - Otar Martzwaladse - Ruslan Adschindschal - Jewgeni Aldonin - Dmitri Bulykin - Marat Chairullin - Denis Kolodin - Dmitri Sytschow - Sanjar Tursunov - Anton Puzila - Ihar Stassewitsch | Europa - Petar Jelić - Dani Bondarv - Romeo Castelen - Ariel Borysiuk - Marcin Kowalczyk - Piotr Polczak - Mihăiță Pleșan - Adrian Ropotan - János Székely - Marc Crosas | Amerika - Luton Shelton |